# Whirlwind
Whirlwind (tj. Tromba) je americký hraný film z roku 2007, který režíroval Richard LeMay. Film popisuje vztahy mezi skupinou přátel, které naruší nově příchozí.

## Děj
Skupina pěti homosexuálních přátel se pravidelně schází na společných večeřích. Každý je velmi odlišný. Desmond vyhledává vztahy jen na jednu noc, JD by si rád někoho našel, ale nemá dostatek sebedůvěry, Mick žije sám po smrti svého partnera a nikoho nehledá a Sean s Bobbym spolu žijí tři roky a právě se rozhodli koupit si společně byt. Na jedné party se potkají s Bobbyho strýcem Robertem, který bude mít se svým partnerem Owenem zanedlouho 25. výročí vztahu. Přátelé se jim spontánně rozhodnou uspořádat oslavu. Na této party se rovněž seznámí s Drakem, kterého pozvou na společnou večeři. Drake však postupně rozeštvává přátele od sebe. Opustil ho přítel, takže se mstí ostatním. Vyspí se se Seanem, aby ho opustil Bobby, namluví JDoví, že ho přátelé stále podceňují, přebere Desmondovi kluka, naváží se do Micka. Přátelé jsou rozhádaní a plánovaná oslava je ohrožena. Nakonec se všichni usmíří, oslavu uspořádají a Draka se zbaví.

## Obsazení
| Brad Anderson       | Desmond |
| Desmond Dutcher     | JD      |
| Mark Ford           | Mick    |
| David A. Rudd       | Drake   |
| Alexis Suarez       | Bobby   |
| Bryan West          | Sean    |
| Michael Paternostro | Louis   |
| Robbie Cain         | Adam    |
| Stephen Smith       | Wayne   |
| Karmine Alers       | Fiona   |
| Gail Herendeen      | Renee   |
| Laura Taylor        | Lauren  |
| Valentine Ryder     | Robert  |
| Jim Horvath         | Owen    |
| Clifton Oliver      | barman  |